# 卡梅伦·格雷
卡梅伦·格雷（英語：Cameron Gray，2003年8月13日—），生于奥克兰，新西兰男子游泳运动员。他曾代表新西兰参加2022年英联邦运动会游泳比赛，获得男子50米蝶泳铜牌。